# 霍利維爾 (康乃狄克州)
霍利維爾（英語：Hawleyville）是位於美國康乃狄克州費爾菲爾德縣纽敦境內的一個非建制地區。

## 地理
霍利維爾的座標為41°25′24″N 73°21′31″W / 41.42333°N 73.35861°W，而該地的平均海拔高度為81米（即266英尺）。